# Liigevuomirivier
De Liigevuomirivier  (Zweeds: Liigevuomijåkka of Liigevuomijohka) is een beek die stroomt in de Zweedse  gemeente Kiruna. De beek ontvangt haar water uit het moeras Liigevuopmi. Ze stroomt naar het noorden en gaat op in de Lainiorivier. Ze is circa 4 kilometer lang.
Afwatering: Liigevuomirivier → Lainiorivier → Torne → Botnische Golf